# Ines Sebalj
Ines Sebalj, född 25 september 1967 i Nylöse församling, Västergötland, är en svensk skådespelare, regissör och fotograf.

## Filmografi

### Roller
- 1997 – Soulscapes (kortfilm)
- 1997 – Hammarkullen (TV-serie)
- 1999 – Skilda Världar (TV-serie)
- 2000 – Ensamhet är konstens livmoder (kortfilm)
- 2000 – Sjätte dagen (TV-serie)
- 2001 – Jacobs frestelse
- 2003 – It's All About Love
- 2005 – Som man bäddar...
- 2011 – Gynekologen i Askim (TV-serie)
- 2011 – Irene Huss – Tystnadens cirkel

### Regissör
- 2004 – Majblomma (kortfilm)

## Teater

### Roller (ej komplett)
| År   | Roll | Produktion                                                               | Regi           | Teater                    |
| ---- | ---- | ------------------------------------------------------------------------ | -------------- | ------------------------- |
| 2000 |      | Det finns ingen moral längre, sade Björn Afzelius och dog Martin Theorin | Martin Theorin | Teater Pugilist, Göteborg |

## Fotograf
- 2013 Vogue Italia Photovogue

### Fotnoter
1. ↑  ”Ines Sebalj”. Svensk Filmdatabas. http://www.sfi.se/sv/svensk-filmdatabas/Item/?type=PERSON&itemid=247023&iv=OVERVIEW. Läst 24 augusti 2012.
2. ↑  Mikael Löfgren (14 november 2000). ”Glädjebarn och sorgebarn”. Dagens Nyheter. https://www.dn.se/arkiv/kultur/teater-gladjebarn-och-sorgebarn/. Läst 2 oktober 2021.